# Eosentomon daii
Eosentomon daii är en urinsektsart som beskrevs av Yin 1982. Eosentomon daii ingår i släktet Eosentomon och familjen trakétrevfotingar. Inga underarter finns listade i Catalogue of Life.